# Полтавка-Криворізька
Полта́вка-Криворі́зька — вантажно-пасажирський роз'їзд Криворізької дирекції Придніпровської залізниці на лінії 116 км — Інгулець між станціями Кривий Ріг-Західний (18 км) та Інгулець (11 км).
Розташований неподалік від села Полтавка в Широківському районі.

## Історія
Роз'їзд діє з 1964 року після будівництва відгалуження на Інгулець для збільшення пропускної здатності даної лінії. Роз'їзд отримав назву від розташованого неподалік села Полтавка.

## Пасажирське сполучення
Двічі на добу курсує дві пари приміських поїздів сполученням Кривий Ріг-Головний — Інгулець.